# Streblosoma
Streblosoma is een geslacht van mariene borstelwormen (Polychaeta) uit de familie Terebellidae.

## Soorten
- Streblosoma abranchiata Day, 1963
- Streblosoma acymatum Hutchings & Rainer, 1979
- Streblosoma amboinense Caullery, 1944
- Streblosoma atos Hutchings & Murray, 1984
- Streblosoma bairdi (Malmgren, 1866)
- Streblosoma bingarra Nogueira & Hutchings, 2007
- Streblosoma cespitosa (Willey, 1905)
- Streblosoma chiguensis Hsueh & Li, 2016
- Streblosoma chilensis (McIntosh, 1885)
- Streblosoma comatus (Grube, 1859)
- Streblosoma crassibranchia Treadwell, 1914
- Streblosoma curvus Hutchings, Nogueira & Carrerette, 2015
- Streblosoma duplicata Hutchings, 1990
- Streblosoma dytikos Hutchings & Glasby, 1990
- Streblosoma gracile Caullery, 1944
- Streblosoma hartmanae Kritzler, 1971
- Streblosoma hesslei Day, 1955
- Streblosoma intestinale M. Sars in G.O. Sars, 1872
- Streblosoma japonica Hessle, 1917
- Streblosoma kaia Reuscher, Fiege & Wehe, 2012
- Streblosoma latitudinis Hutchings & Murray, 1984
- Streblosoma longifilis Rioja, 1962
- Streblosoma longiremis Caullery, 1915
- Streblosoma maligirrima Hutchings, 1997
- Streblosoma minutum Hutchings & Glasby, 1987
- Streblosoma oligobranchiatum Nogueira & Amaral, 2001
- Streblosoma pacifica Hilbig, 2000
- Streblosoma patriciae Santos, Nogueira, Fukuda & Christoffersen, 2010
- Streblosoma persica (Fauvel, 1908)
- Streblosoma porchatensis Nogueira, Garraffoni & Alves, 2004
- Streblosoma prora Hutchings & Glasby, 1987
- Streblosoma quadridentatum Caullery, 1944
- Streblosoma sinica Wu, Wu & Qian, 1987
- Streblosoma spiralis (Verrill, 1874)
- Streblosoma tenhovei Londoño-Mesa, 2009
- Streblosoma toddae Hutchings & Smith, 1997
- Streblosoma uncinatus Kudenov, 1975
- Streblosoma variouncinatum Hartmann-Schröder & Rosenfeldt, 1991
- Streblosoma wuchiensis Hsueh & Li, 2016
- Streblosoma xiangyanghong Wu, Wu & Qian, 1987

### Nomen dubium
- Streblosoma polybranchia (Verrill, 1900)

### Synoniemen
- Streblosoma (Eugrymaea) => Streblosoma M. Sars in G.O. Sars, 1872
- Streblosoma (Eugrymaea) polybranchia Verrill, 1900 => Streblosoma polybranchia (Verrill, 1900)
- Streblosoma cochleatum M. Sars in G.O. Sars, 1872 => Streblosoma bairdi (Malmgren, 1866)
- Streblosoma crassibranchiata Treadwell, 1914 => Streblosoma crassibranchia Treadwell, 1914
- Streblosoma intestinalis => Streblosoma intestinale M. Sars in G.O. Sars, 1872
- Streblosoma longa Mohammad, 1973 => Pseudostreblosoma longum (Mohammad, 1973)
- Streblosoma magna Treadwell, 1937 => Thelepus crispus Johnson, 1901
- Streblosoma verrilli Treadwell, 1911 => Thelepus verrilli (Treadwell, 1911)